# Xavier Bonfill i Trias
|  | «Xavier Bonfill» redirigeix aquí. Si cerqueu el metge català, vegeu «Xavier Bonfill i Cosp». |

Xavier Bonfill i Trias (Girona, 1888 – Sant Boi de Llobregat, 1939) fou un escriptor de literatura infantil.
Estigué casat amb Teresa Giralt i Bultó (m. l'any 1971). Combinà, tota la seva vida, la professió d'agent comercial col·legiat amb la literatura. Conegut amb el pseudònim de Jordi Català va començar a escriure, l'any 1913, a la revista Il·lustració Catalana. Col·laborà també a L'Esquella de la Torratxa, La Nova Catalunya de l'Havana, Catalana i en altres publicacions infantils com En Patufet o Virolet. També col·laborà a la revista Or i Grana (1919).
Va escriure diversos contes a la col·lecció En Patufet i diverses novel·les juvenils sentimentals, en la línia dels treballs del seu amic Josep Maria Folch i Torres. La seva literatura tracta, de forma majoritària, d'aspectes de la vida quotidiana barcelonina.
Els anys de la segona república col·laborà en emissions radiofòniques a Ràdio Barcelona i a Ràdio Associació.
La seva obra està en el domini públic en moltes parts del món. A l'estat espanyol entra en domini públic des de l'1 de gener de 2019.

## Obra

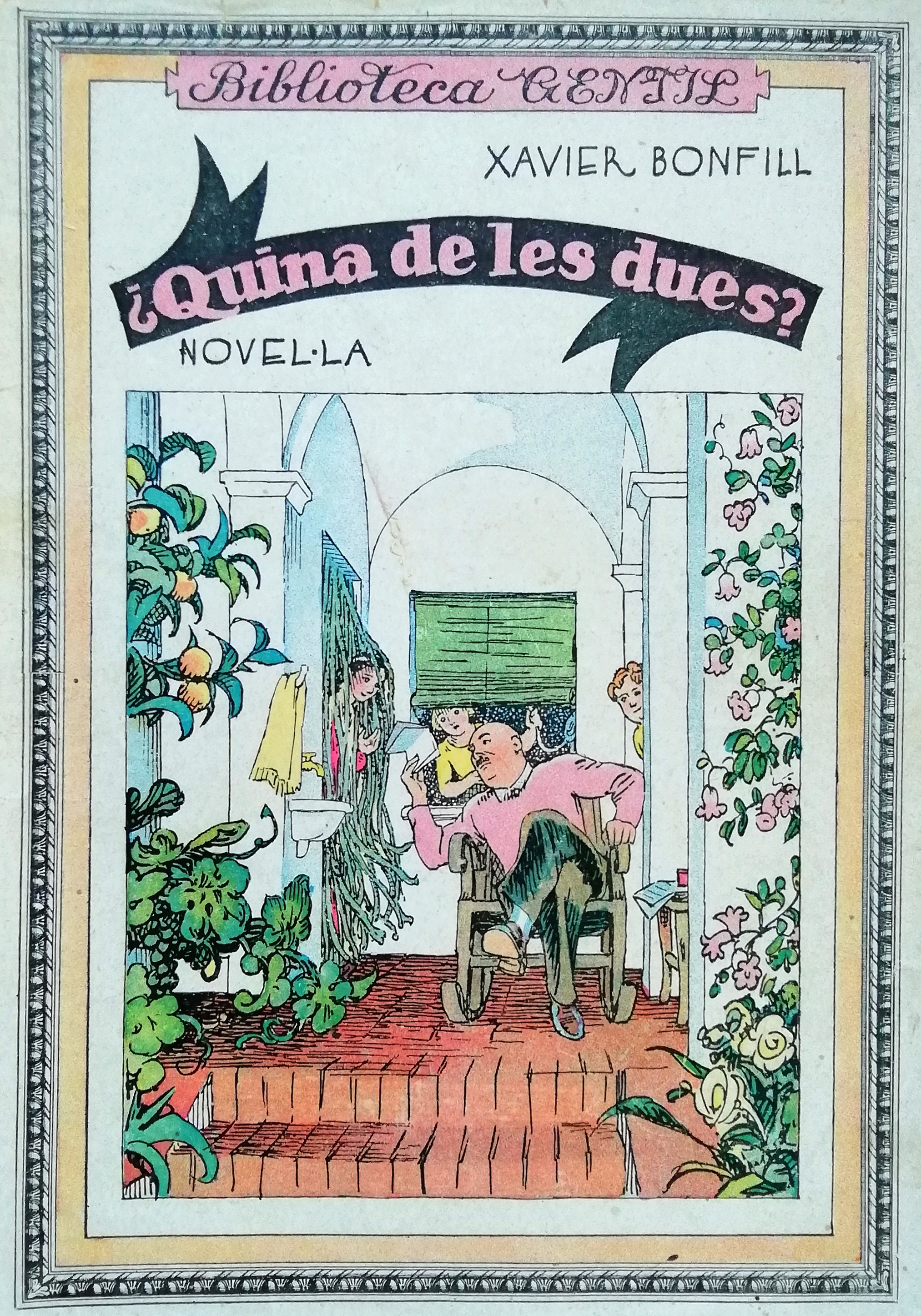
Quina de les dues? novel·la de Xavier Bonfill publicada a Barcelona l'any 1933 dins la col·lecció Biblioteca Gentil d'Editorial Bagunyà

- Quina de les dues? novel·la de Xavier Bonfill publicada a Barcelona l'any 1933 dins la col·lecció Biblioteca Gentil d'Editorial Bagunyà Per no fer nosa, Edicions Bosch, 1920.
- El desdeny, Editorial Baguñà, 1932.
- Quina de les dues?, novel·la, Biblioteca Gentil d'Editorial Baguñà, 1933.
- El meu poble, Biblioteca Popular, 1948.[2]
- Entremaliadures de l'amor, Edicions Bosch.

Obres presentades als Jocs Florals de Barcelona
- Carretera enllà, 1919. 1r accèssit a la Copa Artística.
- Proses d'estiu, 1920. 2n accèssit a la Copa Artística.
- Cap al tard, 1921.
- Barcelonines, 1921.
- Tornant de Fires, 1921.
- La gran diada de la Núria, 1923 i 1926.
- El beneitó i la geperudeta, 1926.
- Dues llegendes, 1927.
- Els rebutjats, 1927.
- El retrat de la tia, 1927.
- Prometatge, 1930.